# Электромагнитная сверхчувствительность
Электромагнитная сверхчувствительность — нарушение здоровья человека, проявляющееся в физических или психологических симптомах, вызванных или усугубляемых электромагнитными полями искусственного или естественного происхождения. Всемирная организация здравоохранения (ВОЗ) считает, что нет никаких научных доказательств для того, чтобы утверждать, что симптомы, вызываемые электромагнитной сверхчувствительностью, фактически вызваны электромагнитными полями, а не являются симптомами других невротических состояний.

## Статистика
Около 3,1 % населения Швеции (порядка 200 тыс. человек), по мнению шведского правительства, страдает этим заболеванием. В Швейцарии о наличии электромагнитной чувствительности заявили 5 % опрошенных, в Великобритании — 4 %.